# Ишангулыев, Ишангулы Довлетович
Ишангулы Довлетович Ишангулыев (туркм. Işanguly Işangulyýew; 19 марта 1960, с. Бендесен, Кизыл-Арватский район, Туркменская ССР) — народный художник Туркменистана (2020).

## Биография
Родился 19 марта 1960 года в селе Бендесен Кизыл-Арватского района Туркменской ССР.
Учился в Туркменском государственном художественном училище им. Ш. Руставели на отделении живописи. Учился во Всероссийском художественном научно-реставрационном центре имени И. Э. Грабаря. Работал в музее изобразительных искусств Туркменистана.
В 2010 году получил звание Заслуженного художника Туркменистана. Работы И. Ишангулыева неоднократно выставлялись на международных выставках в Англии, Индии, США, Турции, России, Франции, Германии и Узбекистане. В 2020 году Ишангулыеву было присвоено звание Народного художника Туркменистана.